# Karma (album Pharoaha Sandersa)
Karma – jazzowy album amerykańskiego saksofonisty tenorowego Pharoaha Sandersa, wydany w maju 1969 roku przez wytwórnię Impulse Records.

## Tło
Społeczne i polityczne przewroty lat 60. XX wieku są uważane za główny czynnik w pojawieniu się nowego trendu stylistycznego w jazzie, bardzo różniącego się od granych wcześniej form muzyki. Wielu artystów zaangażowanych w tworzenie tego nowego gatunku, zwanego inaczej „free jazzem”, „nową rzeczą” lub „muzyką energetyczną”, nagrywało dla wytwórni Impulse!. Ashley Kahn napisał, że kilku muzyków, często tych, którzy albo grali z Johnem Coltrane’em, albo byli pod jego wpływem, takich jak wdowa po nim Alice Coltrane, Archie Shepp, Pharoah Sanders i Leon Thomas, zaczęło odkrywać nowe pomysły tematyczne i muzyczne, często związane ze wschodnimi tradycjami religijnymi i muzycznymi. Chociaż przesłanie ideologiczne było znacznie bardziej widoczne w muzyce Sheppa niż Sandersa, wpływ muzyczny był równie wyraźny: praktycznie wszystkie jego nagrania jako lidera z końca lat 60. i wczesnych lat 70. zawierają afrykańskie instrumenty perkusyjne i inne wschodnie elementy twórczości, takie jak charakterystyczne jodłowanie Leona Thomasa, którego najprawdopodobniej nauczył się on od afrykańskich Pigmejów.

## Informacje o albumie
Karma to trzecie nagranie Sandersa jako lidera, należy do wielu albumów o tematyce spirytualistycznej wydanych przez wytwórnię Impulse! na przełomie lat 60. i 70. XX wieku. Chociaż na końcu albumu znajduje się krótki utwór „Colors”, główną jego część stanowi trwający 32 minuty „The Creator Has a Master Plan”, skomponowany przez Sandersa, wspólnie z wokalistą Leonem Thomasem. Niektórzy postrzegają ten utwór jako kontynuację legendarnego albumu Johna Coltrane’a z 1964 r. A Love Supreme (którego otwarcie wybrzmiewa w potężnym, ale lirycznym wstępnym „preludium”, z Sandersem grającym na zawieszonym, atonalnym tle, przed wejściem basowego motywu, który stanowi podstawę większości utworu). Utwór zawiera Sandersa grającego na saksofonie tenorowym wraz z dwoma swoimi najważniejszymi współpracownikami, wspomnianym wyżej Leonem Thomasem i pianistą Lonniem Listonem Smithem, a także wspierającą obsadą muzyków, którzy sami byli ważnymi muzykami: flecistą Jamesem Spauldingiem, waltornistę Juliusa Watkinsa, basistę Reggiego Workmana (który wcześniej grał z Johnem Coltrane’em w latach sześćdziesiątych), drugiego basistę Richarda Davisa, perkusistę Billy’ego Harta i drugiego perkusistę Nathaniela Bettisa. Podczas gdy później nagrane wersje melodii, z których niektóre zawierały grę Sandersa i Thomasa, stały się krótsze i bardziej liryczne, oryginał zawiera długie i swobodne sekcje instrumentalne, szczególnie trzecia część, w której saksofonista demonstruje niektóre techniki, które tworzą jego charakterystyczną grę, takie jak przedęcie i multifonika.
Jednak ogólnie rzecz biorąc, był to dość przystępny, jak na free jazz, album (w porównaniu z np. albumem Coltrane’a Ascension z 1966 roku), z mantrycznym śpiewem i melodią, przystępnym rytmem (który od tego czasu był samplowany i coverowany przez innych artystów – sam Sanders ponownie wykorzystał go w utworze „Heart Is a Melody of Time (Song Hikoro)” z albumu Heart is a Melody) i optymistycznym tekstem o tematyce duchowej. Niezwykłe tekstury sprawiają wrażenie egzotycznych, z wykorzystaniem francuskiego rogu i fletu, dodając niemal orkiestrowy odcień, rzadko spotykany w jazzie, a także charakterystyczne jodłowanie Leona Thomasa i różnorodne instrumenty perkusyjne. Pomimo swojej długości, utwór osiągnął popularność w radiu (największy odniesiony przez tak awangardową muzykę, poza kultowym albumem A Love Supreme), a jego popularność wśród artystów acid jazzowych i hip-hopowych potwierdza, że nadal cieszy się zainteresowaniem. Wpływ spiritual jazzu, a w szczególności Sandersa, można zobaczyć w tekstach Sarah Webster Fabio z 1976 roku do albumu „Jujus: Alchemy of the Blues”.

## Lista utworów
Na ponownym wydaniu albumu na płycie kompaktowej z 1995 r. dwie części „The Creator Has a Master Plan” zostały połączone w jeden utwór o czasie odtwarzania 32:46.
| Nr | Tytuł utworu                               | Autorzy                      | Długość |
| -- | ------------------------------------------ | ---------------------------- | ------- |
| 1. | „The Creator Has a Master Plan (part one)” | Pharoah Sanders, Leon Thomas | 19:20   |
| 2. | „The Creator Has a Master Plan (part two)” | Pharoah Sanders, Leon Thomas | 13:36   |
| 3. | „Colors”                                   | Pharoah Sanders, Leon Thomas | 5:37    |
|    |                                            |                              | 38:33   |

## Twórcy
- Pharoah Sanders – saksofon tenorowy
- Leon Thomas – wokal, instrumenty perkusyjne
- Julius Watkins – waltornia
- James Spaulding – flet ("The Creator Has a Master Plan")
- Lonnie Liston Smith – fortepian
- Reggie Workman – kontrabas
- Richard Davis – bas ("The Creator Has a Master Plan")
- Ron Carter – bas ("Colors")
- Billy Hart – perkusja ("The Creator Has a Master Plan")
- Freddie Waits – perkusja ("Colors")
- Nathaniel Bettis – perkusja ("The Creator Has a Master Plan")